# 同和加配
同和加配（どうわかはい）とは、同和対策事業の一環で、校区に同和地区のある公立小中学校や保育所などに、他よりも多くの職員を配置（加配）する優遇措置。本来の趣旨は、多くの教員を配置することにより、同和地区出身の生徒の学力を高めることや、多くの給食調理員を配置し、豊富な栄養を取らせることなどだったが、同和加配によって送り込まれる職員は部落解放同盟など運動団体の活動家が多く、教育現場でのトラブルが絶えなかった。2006年、飛鳥会などの同和事業関連の不祥事が続発したことを受け、大阪市長の關淳一は、2008年までに同和加配を廃止することを決定した。

## 主なトラブル
同和加配教員をめぐる主なトラブルとしては、所属校よりも自分を推薦した同和団体に忠実で、校長や教頭の指示に従わなかったり、放課後の同和地区出身児童・生徒対象の補習にのみ出席し、通常時間帯は全く授業を行わない「幽霊教員」の問題などがある。そのほか、大阪府泉佐野市では、同和地区出身児童・生徒対象の特別授業において、同和加配教員が事前にテスト問題を漏らしていた不祥事や、福岡県の同和加配教員が同和地区も無ければ同和教育も行われていない岩手県盛岡市に「同和研修」と称してカラ出張に出かけていた不祥事などがある。

## 同和加配教員の人数
公立校における同和加配は、同和対策事業の終了とともに2001年度で終了した。2002年度からは、その他の加配（不登校加配、いじめ加配、問題行動加配）と統合され、児童生徒支援加配となった。ただし、都道府県によっては名称が変わっただけで、同和加配時代と変わらない状態が続いている。